# جوديث فوكس
جوديث فوكس (بالألمانية: Judith Fuchs)‏ هي لاعب شطرنج ألمانية، ولدت في 23 يناير 1990 في لايبزيغ في ألمانيا.

## وصلات خارجية
- جوديث فوكس على موقع الاتحاد الدولي للشطرنج (الإنجليزية)
- جوديث فوكس على موقع مباريات الشطرنج (الإنجليزية)
- جوديث فوكس على موقع 365Chess.com (الإنجليزية)
- جوديث فوكس على موقع Chesstempo.com (الإنجليزية)
- جوديث فوكس سجل أولمبياد الشطرنج للسيدات على موقع OlimpBase.org (الإنجليزية)